# S/2003 J 19
S/2003 J 19 (auch Jupiter LXI) ist einer der kleinsten Monde des Planeten Jupiter.

## Entdeckung
S/2003 J 19 wurde am 6. Februar 2003 von Astronomen der Universität Hawaii entdeckt.
Der Mond hat noch keinen offiziellen Namen erhalten – bei den Jupitermonden sind dies in der Regel weibliche Gestalten aus der griechischen Mythologie –, sondern wird entsprechend der Systematik der Internationalen Astronomischen Union (IAU) vorläufig als S/2003 J 19 bezeichnet.

## Bahndaten
S/2003 J 19 umkreist Jupiter in einem mittleren Abstand von 23.533.000 Kilometern in 740 Tagen, 10 Stunden und 5 Minuten. Die Bahn weist eine Exzentrizität von 0,2478 auf. Mit einer Neigung von 165,153° gegen die Ekliptik ist die Bahn retrograd, das heißt, der Mond bewegt sich entgegen der Rotationsrichtung des Jupiters um den Planeten. 
Aufgrund seiner Bahneigenschaften wird S/2003 J 19 der Carme-Gruppe, benannt nach dem Jupitermond Carme, zugeordnet.

## Physikalische Daten
Aus der scheinbaren Helligkeit von 23,7m und der geschätzten Albedo von 0,04 – d. h. 4 % des eingestrahlten Sonnenlichtes werden reflektiert – leitet sich für S/2000 J 19 ein Durchmesser von etwa 2 km ab. 
Noch unsicherer sind die Abschätzungen über die mittlere Dichte: Es spricht viel dafür, dass der Zwergmond den Körpern des Asteroidengürtels ähnelt. Daraus leitet sich ein Aufbau überwiegend aus silikatischem Gestein ab, was wiederum eine geschätzte Dichte von 2,6 g/cm³ im Falle eines kompakten Körpers erwarten lässt. Dieser Wert kann aber, sollte der Mond eher einem Konglomerat kosmischen Schutts ähneln, wie etwa der Asteroid Mathilde, auch nur knapp über 1 g/cm³ liegen.